# Синегорье (Магаданская область)
Синего́рье — посёлок городского типа в Ягоднинском районе Магаданской области России.

## География
Расположен на берегу реки Колымы, в восьми километрах ниже Колымской ГЭС.

## История
12 февраля 1971 года началось строительство пионерного поселка в Синегорье. В 1981 году строительство поселка для гидростроителей и эксплуатационников Колымской ГЭС было завершено. Статус посёлка городского типа присвоен решением Магаданского облисполкома от 11 декабря 1972 года.
C 12 декабря 1978 года по 8 июня 2000 года в посёлке действовал аэропорт «Синегорье» .
Посёлок рассчитан на 10 тысяч жителей и имеет благоустроенные (по северным меркам) жилые дома, спортивный комплекс с бассейном, игровым и современным тренажёрным залом, больницу, поликлинику, профилакторий, детский сад, школу. Построен храм Пресвятой Богородицы.
На склоне одной из окружающих посёлок сопок расположена слаломная трасса с механическим подъёмником.
По состоянию на 2015 год, из-за убыли населения, в посёлке заброшено около 2/3 зданий.
Градообразующими предприятиями посёлка являются, ПАО «Колымаэнерго», в состав которого входит филиал «Колымская ГЭС им. Фриштера Ю. И.». Также одним из градообразующих предприятий является предприятие Восточные электрические сети ПАО «Магаданэнерго», располагающиеся в посёлке.
В 2023 году вышел документальный фильм «Между отчаянием и надеждой» о посёлке документальный 

## Население
| 1968  | 1979  | 1989    | 1994  | 2002  | 2009  | 2010  |
| ----- | ----- | ------- | ----- | ----- | ----- | ----- |
| 190   | ↗8282 | ↗11 645 | ↘8000 | ↘4071 | ↘2990 | ↘2821 |
| 2011  | 2012  | 2013    | 2014  | 2015  | 2016  | 2017  |
| ↘2804 | ↘2714 | ↘2604   | ↘2522 | ↘2501 | ↘2489 | ↘2381 |
| 2018  | 2019  | 2020    | 2021  | 2023  | 2024  |       |
| ↘2198 | ↘2050 | ↘1871   | ↗1891 | ↘1822 | ↘1790 |       |

## Галерея
- п. Синегорье Спорткомплекс
- п. Синегорье. ул. О. Когодовского фото 2007 года.
- п. Синегорье. Памятник Маяковскому В. В. фото 2007 года
- Храм Пресвятой Богородицы в Синегорье

## Топографические карты
- Лист карты P-56-XIII,XIV. Масштаб: 1 : 200 000. Указать дату выпуска/состояния местности.